# Tomislav Marić (nogometaš)
Tomislav Marić (Heilbronn, Njemačka, 28. siječnja 1973.), bivši je hrvatski nogometni reprezentativac.

## Životopis

### Klupska karijera
Tomislav Marić rođen je u Heilbronnu, u Njemačkoj, u emigrantskoj obitelji bosanskohercegovačkih Hrvata, oca Slavka iz Mostara, i majke Dragice iz Širokog Brijega.  
U mlađim uzrastima nastupao je u nekoliko klubova. Naprije je igrao za TSV Talhien, zatim u dva kluba u Heilbronnu. Godine 1992. počeo je igrati za momčad Ludwigsburga za koju nastupa do srpnja 1994. godine kad potpisuje svoj prvi profesionalni ugovor s članom 1. Bundeslige Karlsruherom, gdje igra u prvenstvenoj sezoni 1994./95. Sljedeću sezonu 1995./96. provodi u momčadi drugoligaša Wattenschieda. U ljeto 1996. godine prelazi u Stuttgarter Kickers, također člana 2. Bundeslige i ostaje do 2000. godine. U sezoni 1999./2000. najbolji je strijelac 2. njemačke bundeslige s 21 pogotkom u 33 utakmice čime je uvelike pridonio da klub ne ispadne u niži rang. U istoj sezoni dosta je pridonio i što je klub priredio iznenađenje plasiravši se u polufinale njemačkoga kupa iz kojeg su ispali nakon produžetaka.
Njegove dobre igre i zgoditci nisu mogli ostati nezapaženi. U ljeto 2000. godine prešao je u momčad Wolfsburga, člana 1. Bundeslige gdje ostaje tri sezone, odnosno do kraja 2003. godine. U svim sezonama u Wolfsburgu bio je najbolji klupski strijelac. U siječnju 2004. godine prelazi u Borusssiju iz Mönchengladbacha i igra do kraja sezone 2003./04. U ljeto 2004. godine vratio se u Wolfsburg igrajući do kraja sezone 2004./05. U srpnju 2005. godine otišao je u japanski klub Urawa Red Diamonds gdje je proveo samo šest mjeseci. Početkom 2006. godine vratio se u Njemačku i potpisao ugovor s momčadi Hoffenheima, gdje igra do 2007. godine kad se oprostio od profesionalnog igranja nogometa.

### Reprezentativna karijera
Slaven Bilić ga je, dok je bio u Karlsruheru, preporučio izborniku Martinu Novoselcu koji ga je pozvao u hrvatsku nogometnu reprezentaciju do 21 godine za koju sam odigrao tri utakmice 1995. godine.
Godine 2001. njemački izbornik Rudi Völler ponudio mu je da uzme njemačko državljanstvo i prijeđe u njemačku reprezentaciju, ali Tomislav nije pristao.
Za hrvatsku A reprezentaciju odigrao je od 2002. do 2003. godine 9 utakmica i postigao 2 pogotka. Sve utakmice odigrao je kao nogometaš Wolfsburga. Debitirao je 8. svibnja 2002. godine u Pecsu u prijateljskoj utakmici protiv mađarske reprezentacije koju je Hrvatska pobijedila 2:0. Od dresa reprezentacije oprostio se 11. lipnja 2003. godine u Tallinnu u kvalifikacijskoj utakmici za europsko prvenstvo protiv estonske reprezentacije, koju je Hrvatska je pobijedila 1:0.

## Zanimljivosti
Tomislavov mlađi brat Marijo također je bivši hrvatski nogometni reprezentativac od 2002. do 2004. godine. Dva puta je Marijo ušao u igru umjesto Tomislava, a jednom su zajedno bili na terenu u Temišvaru, kada je Hrvatska Tomislavovim pogotkom pobijedila Rumunjsku 1:0.

## Vanjske poveznice
- Profil, Hrvatski nogometni savez